# War Thunder
War Thunder è un videogioco di simulazione di combattimento aereo, di mezzi terrestri e di navi da guerra multigiocatore online, ambientato su mappe realistiche ma anche inventate, sviluppato da Gaijin Entertainment per Microsoft Windows, macOS, Linux, PlayStation 4, PlayStation 5, Xbox One e Shield Android TV.
Il gioco è stato presentato per la prima volta nell'estate 2013 sotto forma di Open Beta, per poi venire pubblicato ufficialmente il 21 dicembre 2016 in occasione della versione 1.65.

## Modalità di gioco
Il gioco è basato su un sistema a micro-transazioni, ma è strutturato in modo che si possa avere accesso a quasi ogni funzionalità senza la necessità di pagamenti. Per avere accesso a determinate funzioni, il giocatore deve completare determinate sfide (come abbattere un certo numero di nemici o distruggere un certo numero di unità di terra), oppure caricare del materiale originale, come skin o camuffamenti per i velivoli.
Il gioco si basa sulla progressione del pilota di aerei e del controllo sull'equipaggio di carri armati che, giocando e tramite la valuta di gioco, sblocca nuovi veicoli, modifiche e miglioramenti.
Inoltre, durante l'anno ci sono eventi speciali che permettono di vincere veicoli riservati agli utenti premium senza dover pagare.

### Valute di gioco
War Thunder utilizza 5 tipi di valuta: Silver Lion, Golden Eagles, Punti ricerca, Punti ricerca convertibili e Gaijin Coin.

#### Silver Lions
I Silver Lions sono la valuta principale del gioco. Possono essere spesi per aggiungere modifiche e migliorie ai veicoli, comprare veicoli, addestrare l'equipaggio, riparare e rifornire i propri veicoli. Vengono ottenuti in vari modi: sconfiggendo altri giocatori, completando un obiettivo, completando partite online o completando tutorial. Inoltre, possono essere ottenuti anche convertendo le Golden Eagles in Silver Lions.

#### Golden Eagles
Le Golden Eagles sono la valuta acquistabile e possono essere utilizzati per comprare veicoli speciali, acceleratori per la ricerca, modifiche esclusive e ottenere l'abbonamento premium. Possono essere ottenute solamente tramite pagamento, invitando degli amici (tramite link referral), con le sfide, le scommesse e completando alcuni tutorial.

#### Punti ricerca
I punti ricerca sono una valuta gratuita, utilizzata per ricercare modifiche e veicoli prima che questi possano essere acquistati. Vengono ottenuti automaticamente portando a termine diversi compiti: sconfiggere un avversario, completare un obiettivo, atterrare o decollare durante una battaglia, vincere una battaglia e rimanere in vita più tempo possibile, ecc.

#### Punti ricerca convertibili
I punti ricerca convertibili sono simili ai Punti ricerca e come questi possono essere utilizzati per sbloccare modifiche o veicoli. Per essere utilizzati è necessario spendere delle Golden Eagles, il rapporto di conversione è di 1/24 cioè per poter utilizzare 2400 punti ricerca convertibili è necessario spendere 100 Golden Eagles.

#### Gaijin Coin
Valuta-in game utilizzabile nello store online della Gaijin, un Gaijin Coin costa 1 dollaro reale, sono utilizzabili per l'acquisto di mimetiche, decorazioni e veicoli speciali presenti nel Marketplace. Il marketplace permette anche di vendere ad altri giocatori interessati alcuni oggetti ottenuti in gioco tramite eventi speciali. 
I Gaijin Coin sono utilizzabili per l'acquisto di Golden Eagles sullo store ufficiale e dei pacchetti premium.

### Veicoli
Il gioco è basato sulla competizione dei giocatori attraverso i veicoli sbloccabili. Questi ultimi non posseggono tutti la stessa potenza di fuoco o la stessa resistenza, bensì sono caratterizzati dalle ere cui fanno parte. Per ogni nazione presente nel gioco esistono otto ere sbloccabili.
Ogni Era delle 8 di carri è organizzata in modo tale che ci siano 5 tipi di carri armati da sbloccare quali i carri leggeri e le autoblinde, i carri armati medi, i carri pesanti, i semoventi (cacciacarri e antiaeree), e alcuni prototipi (carri armati premium). Una volta che il giocatore avrà sbloccato un numero variabile di veicoli di una determinata Era potrà avanzare tecnologicamente e sbloccare mezzi più potenti e resistenti. Ogni Era rappresenta un periodo storico e di sviluppo bellico per ogni nazione: prendendo in esame l'albero della Regia Aeronautica (in seguito Aeronautica Militare) la prima era corrisponde alla guerra civile spagnola e alla campagna d'africa orientale; la seconda corrisponderà più o meno al 1939; la terza e la quarta al decennio
 fra il 1943 e il 1953; la quinta e la sesta agli anni sessanta-settanta.
Lo stesso meccanismo di gioco vale anche per velivoli aerei, navi e i nuovi elicotteri.
I veicoli giocabili sono tra i più disparati, i mezzi più forti, però, sono ancora quelli più famosi e utilizzati durante il secondo conflitto mondiale o quelli più largamente prodotti dalla nazione giocata: Panzer IV e Panzer VI Tiger I per la Germania, l'M4 Sherman e l'M1 Abrams per gli Stati Uniti, il T-34 per l'URSS, il carro Ariete (carro armato) per l'Italia e il Challenger 1 per il Regno Unito.

### Modalità
Il gioco contiene una gran varietà di velivoli e veicoli di terra corazzati, come carri armati utilizzati durante la Guerra civile spagnola finì a veicoli attuali e addirittura non ancora entrati in servizio realmente; tuttavia, la maggior parte dei veicoli e velivoli presenti fanno parte del periodo della Seconda guerra mondiale. Essi sono suddivisi tra le nazionalità di Unione Sovietica, Germania nazista, Regno Unito, Impero del Giappone, Stati Uniti, Regno d'Italia, Francia, Svezia, Israele, Repubblica di Cina e Repubblica Popolare Cinese. Sono presenti anche velivoli impiegati nelle omologhe forze aree australiane (tra quelli britannici), rumene (tra quelli italiani) e israeliane (tra quelli statunitensi e britannici). Il 25 maggio, con l'aggiornamento alla versione 1.69, viene inserita nel gioco la fazione italiana della Regia Aeronautica come sesta potenza giocabile. Con l'aggiornamento 1.73 del 1º novembre 2017 è stata aggiunta la Francia come nazione giocabile, con 30 aerei nell'albero tecnologico. Il 16 marzo 2020, nell'update 1.97 "Viking Fury" viene completata l'aggiunta come nazione giocabile della Svezia, inizialmente aggiunta solo con il ramo aeronautico nell'update 1.95.
Alla fine del 2016 è iniziato il closed beta test per le forze navali con natanti che vanno da piccoli motosiluranti a cacciatorpediniere.
Il numero di mezzi è in costante aumento, in quanto gli sviluppatori aggiungono dei veicoli al gioco tramite patch.
Le mappe del gioco si rifanno a reali campi di battaglia, come Stalingrado, Russia o Peleliu, un'isola di Palau.
Le battaglie PvP si dividono in tre "macrocategorie": battaglie arcade, battaglie realistiche e battaglie simulative. Ogni categoria si differenzia dalla precedente per la completezza dei comandi e per il realismo di danni e movimenti.

#### Assalto
La modalità Assalto, introdotta nella versione 1.67, consiste in una battaglia PvE cooperativa, aerea o terrestre a seconda della modalità scelta, che vede i giocatori contro ondate di veicoli guidati dall'intelligenza artificiale.

#### Battaglie arcade
Nelle battaglie arcade, i giocatori sono divisi in due squadre di massimo 16 giocatori ciascuna, in cui possono appartenere a differenti nazioni di gioco. I danni e la fisica del gioco sono basilari e semplificati.
Aerei
È possibile utilizzare differenti visuali, dalla terza persona alla visuale dalla cabina, dalla visuale dei mitraglieri alla visuale per il bombardamento.
Si può partecipare a tre differenti modalità di gioco:
- attacco al suolo: l'obiettivo principale è distruggere camion e artiglieria antiaerea nemica (che andando avanti nel gioco possono diventare carri o casematte) o l'aeroporto nemico;
- dominazione: l'obiettivo principale è conquistare e mantenere il possesso di aeroporti neutrali:
- dominazione aerea: l'obiettivo è avere la superiorità numerica in una determinata zona per poterla conquistare ed esaurire i punti nemici.

Come ulteriore semplificazione, appare un "marcatore di puntamento" che indica la direzione di un veicolo nemico in modo da poter mirare e colpirlo, ed appare un marcatore sul terreno per facilitare il puntamento dei bombardamenti aerei.

#### Battaglie realistiche
Inizialmente chiamata "Battaglie storiche", questa modalità è pensata per i giocatori più esperti. Una fisica migliore e danni più realistici rendono più difficoltosa la manovrabilità del mezzo e i colpi ricevuti più dannosi per il veicolo; inoltre, non c'è alcun "marcatore di puntamento" per avvantaggiare i piloti.
A causa della fisica più realistica, alcune manovre risultano più difficoltose e possono persino portare allo svenimento del pilota; inoltre, una volta terminate le munizioni del veicolo, il pilota è obbligato a tornare alla base per potersi rifornire (nella modalità arcade, invece, la ricarica avviene anche senza dover tornare alla base).
Le squadre non prevedono dei miscugli di nazioni in gioco, ma tendono ad essere più realistiche: la battaglia di Stalingrado, per esempio, può essere combattuta solamente se si sceglie di utilizzare l'Unione Sovietica o il Terzo Reich.

#### Battaglie simulative
Inizialmente chiamata "Battaglie realistiche", la modalità si basa su impostazioni simulative. Sono disponibili solo per la battaglie aeree e per quelle terrestri.
Nelle battaglie aeree le uniche visuali disponibile sono quella all'interno della cabina e quella del mitragliere, il giocatore ha il controllo totale dell'aeromobile (nessun aiuto per evitare lo stallo e il giocatore deve impostare manualmente il compensatore), ma la fisica di gioco è molto simile a quella delle battaglie realistiche. Le lobby vengono create dai giocatori a piacimento, si può accedere a battaglie già in corso e le mappe sono più grandi di quelle trovate nelle battaglie realistiche. Non ci sono tags, né per i nemici né per gli alleati (in realtà gli aerei alleati vengono segnalati come tali a meno di 800m di distanza) e nemmeno per truppe a terra, per le basi da bombardare, per gli aeroporti, le antiaeree o le navi. La modalità di gioco si affida all'abilità e alle conoscenza del giocatore per trovare e riconoscere i bersagli nemici. Basi e concentrazioni di truppe nemiche vengono comunque segnalate sulla mappa. Durante la battaglia compaiono diversi obbiettivi, come distruggere le truppe in una certa zona, abbattere le IA degli aerei d'attacco o dei bombardieri avversari, bombardare basi, catturare punti strategici (in pratica mantenere la superiorità aerea in un quadrato del reticolo della mappa finché non viene catturato, come in alcune mappe arcade), scovare e poi affondare portaerei avversarie. Il giocatore ha respawn infiniti, ma costano silver lions, come se si pagasse il costo di riparazione prima di partire. Ci sono diversi aeroporti da qui partire e su cui atterrare, per riparare il mezzo e ricaricare le armi. Per giocare e godere di questa bellissima modalità di gioco è altamente consigliato spendere qualche ora nel campo di prova e smanettare con i controlli, guardare video tutorial su YouTube e, se si vuole veramente giocare per bene, comprare un HOTAS e magari un visore 3D.
Nelle battaglie terrestri, come nelle aeree, non è presente nessun tag per indicare alleati, nemici o alcunché, nemmeno compare il simbolo che segnala quando un avversario viene colpito. Solo nell'istante dello spawn il giocatore può vedere la posizione degli alleati sulla mappa tattica. La distinzione di alleati e nemici è affidata solo alla conoscenza del giocatore in fatto di carri e aerei, eccezion fatta per i droni scout, che sono visibili sulla mappa quando sono vicini. Ha grande importanza saper riconoscere alleati e nemici, perché il fuoco amico è attivo e la distruzione di un alleato comporta la perdita di non pochi SL. Non è presente la meccanica dello scouting con i carri leggeri. Le lobby sono scaglionate in modo che ogni giorno ci siano due possibilità di battaglia, con i carri delle Seconda Guerra Mondiale (Asse vs Alleati) o della Guerra Fredda (NATO vs Cina e URSS). In ciascuna modalità si può giocare solo con una determinata selezione di carri e aerei, che cambia una volta al giorno; per sapere in qualunque momento quali preselezioni sono o saranno disponibili, si può consultare questo sito. Queste liste non seguono alla lettera la suddivisione dei BR, che pure sono leggermente diversi tra battaglie realistiche e il simulatore, ma sono frutto di una decisione arbitraria degli sviluppatori per garantire una certa giocabilità; tutto ciò è semplicemente legato al fatto che carri e aerei che danno certi vantaggi o svantaggi nell'essere usati in battaglie realistiche (visuale in terza persona, scouting, mirino dell'artigliere nella canna del cannone) non possiedono questi bonus/malus in questa modalità e vanno dunque riposizionati nell'equilibrio del gioco. La visuale del giocatore è confinata a quella delle ottiche del carro in aggiunta alla visuale del capocarro simile a quella che avrebbe sporgendo dalla cupola. Per questo motivo la canna del carro e la visuale dell'artigliere sono disassate e quindi diviene più difficile mirare alle medie-corte distanze; è consigliabile scaricare dallo store ufficiale di War Thunder delle ottiche personalizzate che tengono conto di questa discrepanza. I respawn sono limitati a tre, ma non vi sono costrizioni sui mezzi: carri, aerei ed elicotteri possono essere giocati dal primo istante di gioco. Per gli aerei valgono le stesse regole delle loro battaglie in simulatore in fatto di utilizzo in partita, lo spawn non costa SL.
Non esistono battaglie al simulatore per le navi, ma esiste una modalità Enduring Confrontation, in cui i giocatore hanno mappe molto più grandi, più punti di cattura, più tempo, più punti da cui spawnare e anche obbiettivi terrestri da colpire, come batterie antinave costiere.

#### Battaglie irrealistiche
Le battaglie irrealistiche sono competizioni create appositamente per il 1º aprile. Durante questi eventi vengono inseriti in gioco veicoli esclusivi, utilizzabili da tutti gli utenti. I temi utilizzati in passato sono stati:
- 2013 – aerei dalla forma di My Little Pony.[19]
- 2014 – una lumaca gigante che spara raggi dalle corna chiamato "Gaijilla" (in omaggio al film Godzilla).[20]
- 2015 – due veicoli di terra esclusivi: un carro armato gonfiabile modellato sull'M4 Sherman (ispirato a quelli usati durante l'operazione Fortitude), dotato di armatura di gomma e un cannone in grado di sparare patate, carote e utilizza "barre della vita" per determinare l'integrità del carro[21] e un veicolo denominato ST-1 Assault Walker, basato sui camminatori AT-ST di Guerre stellari.
- 2016 – vengono inserite le battaglie marittime tra velieri.[22]
- 2017 – viene creata una modalità di guerra terrestre con carri armati ed elicotteri dell'era moderna.[23]
- 2018 – viene creata la modalità Silent Thunder in cui i giocatori possono sfidarsi con battaglie sottomarine.[24]
- 2019 – viene introdotta Earth Thunder, una modalità in cui i giocatori si scontrano alla guida di Dischi volanti.[25][26]
- 2020 – viene introdotta Space Thunder, che mette il giocatore alla guida di 4 navicelle spaziali.
- 2021 – vengono introdotte Warfare 2077, che simula un ambiente di guerra ambientato nel 2077[27] e TailSpin, che simula battaglie aeree ambientate in un cartone animato e modifica il logo in War Toonder.[28]
- 2022 – vengono create due nuove fazioni: House of the Bull, guidata dal tirannico Mister Paejeh, e House of the Hawk. Le due fazioni si scontrano per il dominio del pianeta.[29]
- 2023 – vengono introdotte delle unità di fanteria avanzata nella modalità Mobile Infantry , dotata di jetpack e armi sofisticate, che combattono in una mappa cittadina supportati da carri e elicotteri
- 2025 - viene aggiunto una modalità ambientata nella prima guerra mondiale, impero tedesco contro intesa.